# José Ortega y Gasset
José Ortega y Gasset (Madrid, 9 de mayo de 1883-Madrid, 18 de octubre de 1955) fue un filósofo y ensayista español, exponente principal de la teoría del perspectivismo y de la razón vital e histórica, situado en el movimiento del novecentismo.

## Biografía

### Primeros años

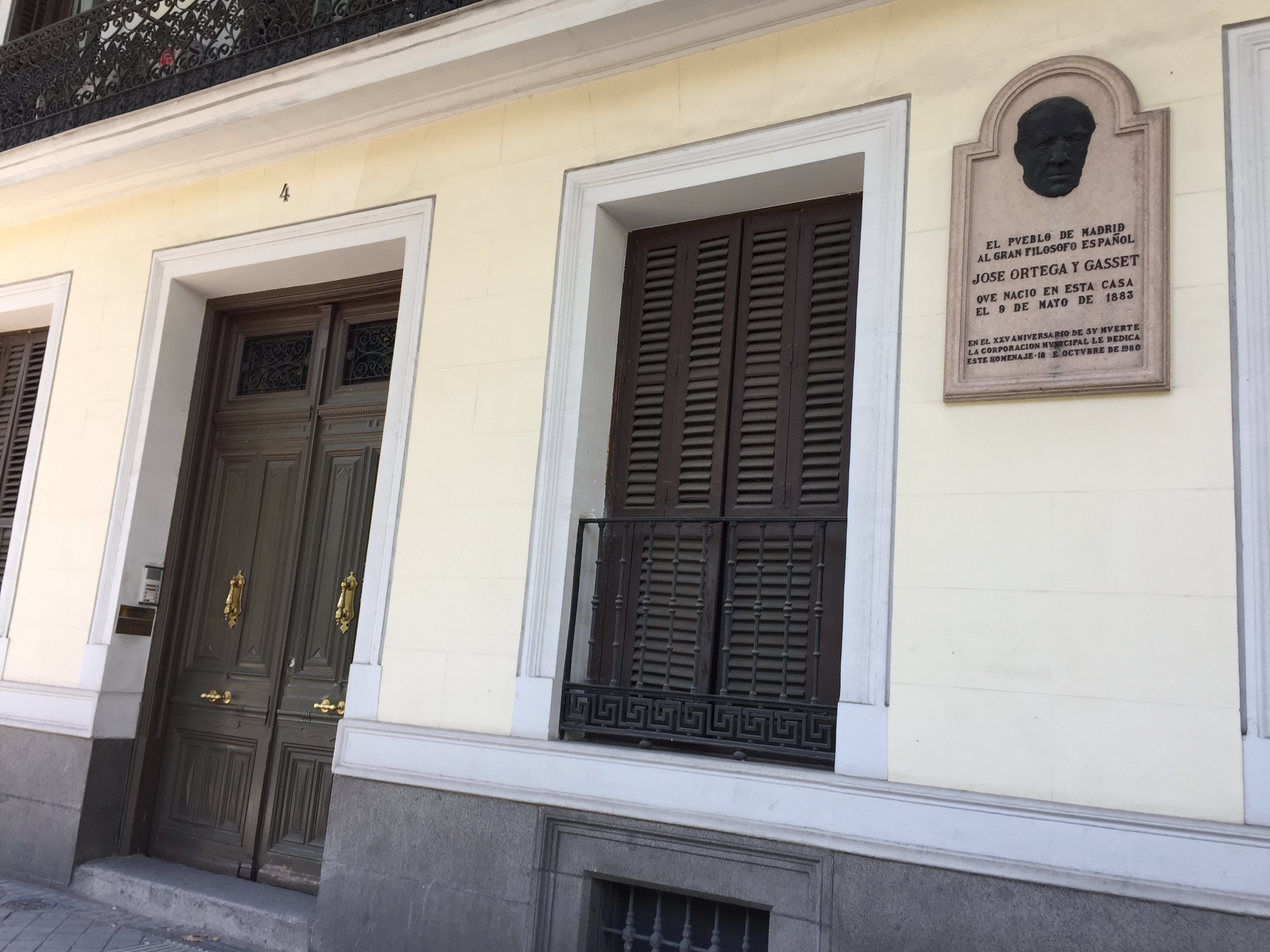
Casa natal de Ortega y Gasset en Madrid, calle Alfonso XII n.º 4.

Nació el 9 de mayo de 1883 en Madrid, en el seno de una familia madrileña de clase alta, perteneciente al círculo de la alta burguesía de la capital. Era hijo de José Ortega Munilla y de Dolores Gasset Chinchilla. En 1889 su familia se trasladó a Córdoba, por razones de salud de su madre, cuando él tenía seis años. Allí residieron algo más de un año y Ortega asistió a la escuela de la calle Obispo Fitero. Entre 1891 y 1897 estudió primero en el Instituto Gaona y, más tarde, en el Colegio San Estanislao de Kostka de la Compañía de Jesús, ambos en Málaga. Su abuelo materno, Eduardo Gasset y Artime, había fundado el periódico El Imparcial, que después pasó a dirigir su padre. Así, cabe destacar que Ortega y Gasset se crio en un ambiente culto, muy vinculado al mundo del periodismo y la política.

### Formación
Su etapa universitaria comenzó con su incorporación a los estudios de la Universidad de Deusto en Bilbao (1897-1898) y prosiguió en la Facultad de Filosofía y Letras de la Universidad Central de Madrid (1898-1904). Fue denominado Doctor en Filosofía por la Universidad de Madrid (1904) con su obra Los terrores del año mil. Crítica de una leyenda. Entre 1905 y 1907 realizó estudios en Alemania: Leipzig, Núremberg, Colonia, Berlín y, sobre todo, Marburgo. En esta última, se vio influido por el neokantismo de Hermann Cohen y Paul Natorp, entre otros. De regreso a España fue nombrado profesor numerario de psicología, lógica y ética de la Escuela Superior de Magisterio de Madrid (1909), y en octubre de 1910 ganó por oposición la cátedra de metafísica de la Universidad Central, vacante tras el fallecimiento de Nicolás Salmerón.
En 1910 se casó con Rosa Spottorno (1884-1980). En 1911 nació su primer hijo, Miguel Ortega Spottorno, que fue médico. En el año 1914 nació en Madrid su hija, Soledad Ortega Spottorno, quien en 1978 creó la Fundación José Ortega y Gasset, de la que fue su presidenta de honor. En 1916 nació su hijo José Ortega Spottorno, que fue ingeniero agrónomo y fundador del periódico El País y de la editorial Alianza.

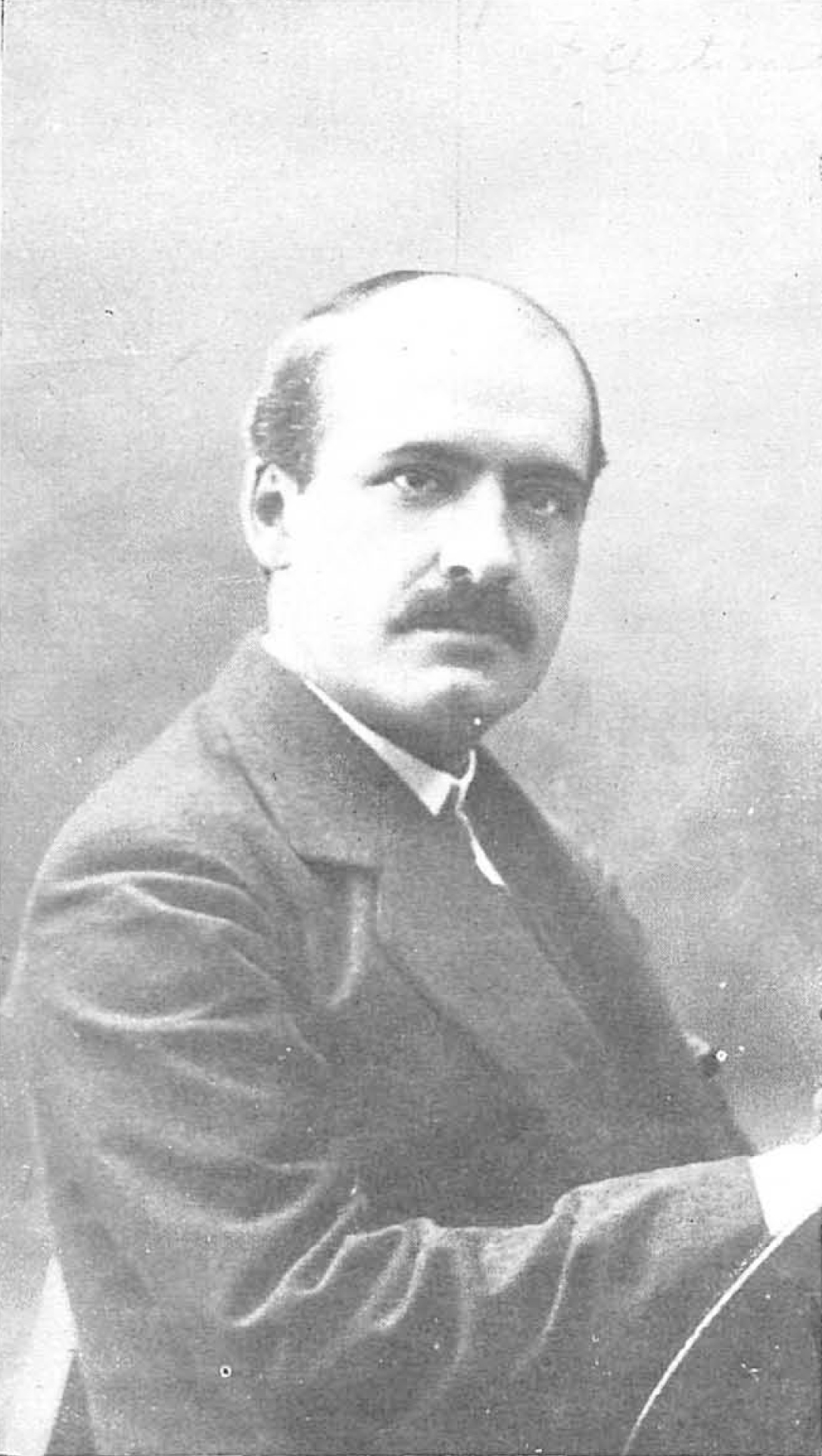
Ortega y Gasset (Nuevo Mundo, 1920).

### Publicaciones
Fue el primer director del semanario España, en 1915, y colaborador del diario El Sol desde su fundación en 1917, donde publicó bajo la forma de folletones dos obras importantes: España invertebrada y La rebelión de las masas. En 1923 fundó la Revista de Occidente, siendo su director hasta 1936. Desde esta publicación promovió la traducción y comentario de las más importantes tendencias filosóficas y científicas en nombres tales como: Oswald Spengler, Johan Huizinga, Edmund Husserl, Georg Simmel, Jakob von Uexküll, Heinz Heimsoeth, Franz Brentano, Hans Driesch, Ernst Müller, Alexander Pfänder, Bertrand Russell y otros.

### Cátedra de filosofía
Ortega y Gasset fundó la Escuela de Madrid a partir del 15 de noviembre de 1910, cuando consiguió su cátedra universitaria en filosofía y, como comenta José Gaos, a través de la coordinación espiritual de varias personas vinculadas a Ortega, en centros editoriales que había fundado o a los que aconsejaba el mismo Ortega. Mantuvo un caudaloso epistolario con María de Maeztu, Fernando Vela (secretario de la Revista de Occidente), José Martínez Ruiz Azorín, Francisco Giner de los Ríos, Miguel de Unamuno, Pío Baroja y otros muchos. En ese periodo también creó su tertulia en el café Granja El Henar.

### II República
Durante la II República fue elegido diputado por la provincia de León con la Agrupación al Servicio de la República. En el debate de totalidad del proyecto de la Comisión de Constitución, celebrado entre los días 27 de agosto y 9 de septiembre de 1931, intervino como portavoz del grupo parlamentario de la Agrupación para decir que «nuestro grupo siente una alta estimación por el proyecto que esa Comisión ha redactado» («hay en este proyecto auténtico pensamiento democrático, sentido de responsabilidad democrática», añadió más adelante), pero advirtiendo a continuación que «esa tan certera Constitución ha sido mechada con unos cuantos cartuchos detonantes, introducidos arbitrariamente por el espíritu de propaganda o por la incontinencia del utopismo». Entre esos «cartuchos detonantes» destacó dos, la forma como se había resuelto la cuestión regional («Si la Constitución crea desde luego la organización de España en regiones, ya no será la España una, quien se encuentre frente a frente de dos o tres regiones indóciles, sino que serán las regiones entre sí quienes se enfrenten, pudiendo de esta suerte cernirse majestuoso sobre sus diferencias el Poder nacional, integral, estatal y único soberano. Contemplad la diferencia de una solución y de otra») y la cuestión religiosa («el artículo donde la Constitución legisla sobre la Iglesia» le parece «de gran improcedencia») propugnando en su lugar «que la Iglesia, en la Constitución, aparezca situada en una forma algo parecida a lo que los juristas llaman una Corporación de Derecho público que permita al Estado conservar jurisdicción sobre su temporalidad»). Por otra parte, Ortega consideraba que el programa de reformas militares llevado a cabo por Azaña (revertido cuatro años después por Gil-Robles como ministro de la Guerra del bienio derechista) era lo más novedoso e importante llevado a cabo por la República, escribiendo al respecto en 1931: «Esta hazaña es la de Azaña». Permaneció en el escaño durante un año, tras criticar públicamente el curso que la República tomaba en su célebre discurso conocido como «Rectificación de la República» de diciembre de 1931.

### Guerra Civil
Cuando comenzó la guerra civil española en julio de 1936, Ortega se hallaba enfermo en la Residencia de Estudiantes. Apenas tres días tras el comienzo de la contienda, se presentaron ante él varios miembros, algunos armados, de la Asociación de escritores antifascistas, que le exigieron firmar un manifiesto contra el golpe de Estado y en favor del Gobierno republicano. Ortega se negó a recibirlos y fue su hija la que en una conversación con ellos —conversación que, como ella misma relató más tarde, llegó a ser muy tensa—, consiguió convencerlos de redactar otro texto muy corto y menos politizado y que, efectivamente, acabó siendo firmado por Ortega, junto con Gregorio Marañón, Ramón Pérez de Ayala y otros intelectuales. En su artículo En cuanto al pacifismo, escrito ya en el exilio, se refiere Ortega a este episodio.

### Exilio y regreso

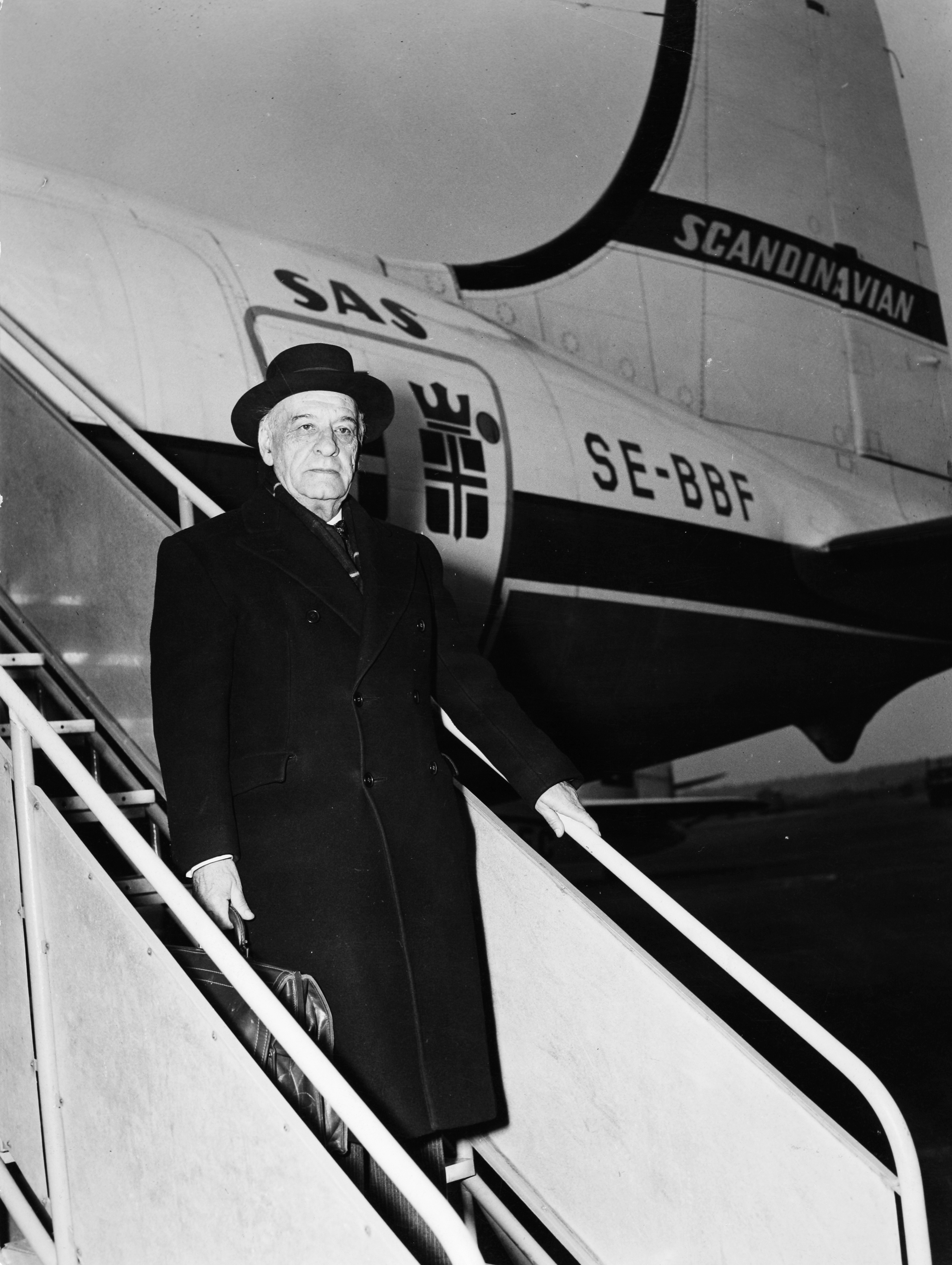
José Ortega y Gasset alrededor de 1950.

En ese mismo mes de julio y a pesar de su grave enfermedad, huyó de España (lo consiguió gracias a la protección de su hermano Eduardo, persona de valimiento cerca de diversos grupos políticos de izquierda) y se exilió; primero en París, luego en los Países Bajos y Buenos Aires, hasta que en 1942 fijó su residencia en Lisboa. Regresó a España en 1945 y residió (salvo viajes al extranjero, especialmente a Alemania) en Madrid. Habiéndosele impedido  recuperar su cátedra (aunque al parecer consiguió cobrar sus sueldos atrasados), optó por fundar —junto con su discípulo Julián Marías— un «Instituto de Humanidades» donde impartía sus lecciones. Durante estos años, y hasta su muerte en 1955, fue fuera de España —sobre todo en Alemania—, donde recibió el crédito y las oportunidades de expresión que correspondían a su prestigio.
Falleció el 18 de octubre de 1955 en su domicilio del número 28 de la madrileña calle del Monte Esquinza. Según se sugiere en una carta de la catedrática y escritora Carmen Castro al padre Donostia, murió reconciliado con la Iglesia, aunque esta versión de los últimos momentos del filósofo ha sido desmentida de forma rotunda por su familia, como su nieto Andrés Ortega Klein, quien la considera un «bulo» propagado «por la prensa nacional-católica».
En honor a José Ortega y Gasset se construyó un colegio con su nombre en el barrio de Tetuán (Madrid).

## Filosofía

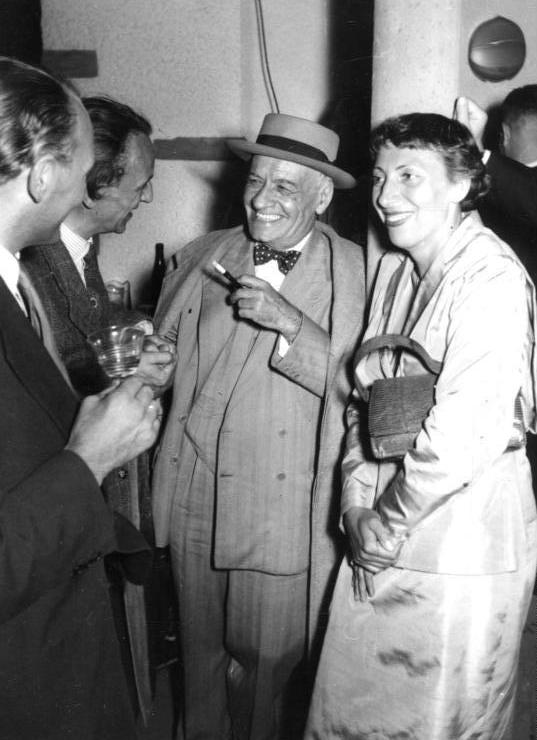
José Ortega y Gasset en 1951.

Ortega y Gasset ejerció una gran influencia en la filosofía española y en la filosofía iberoamericana del siglo XX no solo por la temática de su obra filosófica, sino también por su estilo literario ágil, descrito por algunos como próximo al Quijote, que le permitió llegar fácilmente al público general.
Para Ortega, el objetivo de la filosofía es encontrar el ser fundamental del mundo. Este «ser fundamental» es radicalmente distinto de cualquier ser contingente o intramundano; y también es diferente de «lo dado» (expresión con la que Ortega se refería a los contenidos de nuestra conciencia = «lo dado» en nuestra conciencia). Todo contenido de conciencia es, por definición, fragmentario, y no sirve para ofrecer el sentido del mundo y de la existencia. Este sentido solo se encuentra en el «ser fundamental» o «el todo». La Filosofía es el saber que se encarga de aproximarnos a esta cuestión.
«Filosofía» en Ortega se encuentra unida a la palabra «circunstancia», que Ortega hace famosa en su expresión: «Yo soy yo y mi circunstancia, y si no la salvo a ella no me salvo yo.» (Meditaciones del Quijote, 1914). Mantiene los principios esenciales de su perspectivismo en periodos posteriores de su pensamiento.
Harold Raley no está de acuerdo con Nelson R. Orringer, Ciriaco Morón Arroyo, Molinuevo y otros, que consideraban, en general, que Ortega repitió en español lo que había aprendido en Alemania, sino que afirma que el filósofo madrileño inició, discrepando de sus fuentes germánicas, otro camino, un "punto de inflexión": Ortega abandonó la Fenomenología (filosofía) tan pronto como la recibió, y por tanto no tuvo una fase "fenomenológica", sino que gran parte de su obra estuvo consagrada a superarla. También Raley muestra cómo a Ortega le pareció imposible la epokhé o reducción fenomenológica: para Ortega el dato primario no es la conciencia de los fenómenos, sino el hombre o la mujer vivientes, la persona que soy yo: «the “consciousness of phenomena”, but rather the living man or woman, the person that I am».
Escribe que la «filosofía orteguiana nació en parte de la conciencia de los defectos del pensamiento contemporáneo, y fueron los errores de sus predecesores los que impulsaron a Ortega, y más tarde a Marías, a buscar una doctrina de mayor precisión y entidad... Pero, según arguyen tanto Ortega como Marías, la puesta entre paréntesis (Einklammerung) del contenido fenomenológico, con su énfasis concomitante en la conciencia pura, supone un retroceso al idealismo... Si la historia disfraza la realidad al acumular sobre ella niveles de interpretación, la fenomenología puede parecer un buen medio para descartar esas interpretaciones y volver a una realidad desprovista de adornos, como quitamos las sucesivas capas de pintura para llegar a la madera auténtica. Pero eso es solo una verdad a medias, porque lo cierto es que sin interpretación nos queda muy poco de cualquier valor humano. Al eliminar los niveles históricos de interpretación, como quien arranca las hojas del repollo en busca de un repollo esencial, llegamos a un punto en el que lo buscado se nos ha ido de entre los dedos. Descubrimos que la realidad no está detrás de sus interpretaciones, sino más bien dentro de ellas... En cualquier caso, la realidad no puede ser divorciada de esas visiones parciales, porque solo a través de ellas se revela en el sentido humano. Son interpretaciones de la realidad, y esto significa ante todo que pertenecen a ella. Son algunas de sus infinitas dimensiones posibles. Son sus aspectos, sus perspectivas, reveladas por el hombre, pertenecientes a la realidad. En una palabra, la realidad solo puede aparecer perspectivamente, es decir, históricamente».
Esta es la significación de la tesis de Ortega yo soy yo y mi circunstancia: «se trata de sus esfuerzos por superar la fenomenología husserliana, la cual supone toda la tradición idealista desde Descartes... En 1913 dice Ortega que mal puede ser una realidad la conciencia si consiste esta en ser "conciencia de" la realidad. La conciencia pura no constituye la realidad primaria. Para que exista, tengo que suspender mi vida espontánea y volver sobre la memoria de lo que me ha pasado». «Tan pronto como Ortega asimiló lo que Alemania tenía para ofrecerle y se sumergió nuevamente en sus circunstancias españolas, comenzó a alejarse de sus mentores alemanes y a buscar un modo de filosofía que fuera verdaderamente auténtica en los tres sentidos del término que le importaba: profundamente española, profundamente personal y al más alto nivel de autenticidad, lo que él llamó a la altura del tiempo... Ortega regresó a España, la primera vez, agradecido de sus mentores alemanes, pero insatisfecho con el pensamiento neo-kantiano dominante en Alemania; y después de su segunda visita, descontento con la dirección que estaba tomando Husserl al volver a Descartes. Es cierto que Ortega todavía intentaba moldear sus intuiciones y estudios con una filosofía auténtica que pudiera arraigarse y florecer en las circunstancias únicas de España. Por lo tanto, hay una validez limitada en el argumento de Morón-Arroyo. Su libro está muy bien desarrollado; su único problema es que no se basa en lo que Ortega dijo o hizo, sino en lo que el autor insiste sobre lo que Ortega debería haber hecho. A fin de cuentas, sin embargo, Ortega es la mejor prueba contra la tesis de Morón-Arroyo. Ortega escribió después de sus años en Alemania que encontró maestros admirables y una tradición filosófica insuperable en las universidades germanas, pero lo que no encontró fue una filosofía viable. Durante un breve periodo en 1912-13, pareció que la fenomenología husserliana podría resultar ser lo que él y otros filósofos jóvenes de su generación estaban buscando. Pero pronto se dio cuenta de que, al fin y al cabo, Husserl no podía escapar de la atracción gravitacional del cartesianismo, que para Ortega era un paso atrás en un subjetivismo idealista fértil pero anacrónico».
Porque ya en «1914, Ortega estuvo muy lejos de la fenomenología husserliana. En su germinal libro, asombrosamente hermoso, Meditaciones del Quijote, formuló la doctrina que había estado buscando desde su estancia en Alemania. Lo resumió en su célebre cogito: yo soy yo y mi circunstancia, y si no la salvo a ella, no me salvo yo. Con esto llegamos a la premisa principal de la doctrina orteguiana: "Mi vida", la de cada cual, es la realidad primaria o "radical" en la que todos los demás seres, realidades y cosas –incluido yo mismo– se me aparecen... Mi vida es donde encuentro todas las realidades, y donde las realidades me encuentran a mí, incluidas las que me trascienden –historia, cultura, cosmos, Dios– y donde me descubro como una persona viviente... "Estar" en el sentido orteguiano tiene un aspecto parecido al concepto heideggeriano in-der-Welt-sein, estar en el mundo. Pero es mucho más radical y completo. No es que yo simplemente esté en el mundo –también están en él los palos y las piedras–, sino que el mundo y sus atributos son conocidos y están presentes experimentalmente solo en mi vida tal como la vivo. En el paradigma heideggeriano, existo en el mundo físico, Umwelt, el mundo bioambiental; en la doctrina orteguiana, el mundo existe por y para mí, y yo para él, y a ese proceso recíproco es a lo que llamamos vivir. El hecho de que yo también esté instalado físicamente en el mundo es una ineludible comprensión posterior y consecuente, como veremos, pero a pesar de su validez es aún posterior a las formas radicales primarias de arraigo o radicalidad. Este encuentro radical no solo es sensorial, sino también estrictamente metafísico. No es que perciba el cosmos y su contenido a una distancia sensorial independiente de mi vida. En cambio, mi percepción sensorial es la facultad que me da la presencia inmediata e inseparable de la realidad aquí y ahora. Con esta idea, Ortega revirtió y superó el cogito cartesiano. El "yo", el "ego", solo, sin espacio, intemporal y privado de lo mundano, es imposible. Mi mundo y yo estamos indisolublemente referidos el uno al otro».
Según él, siguiendo a Ortega, «"circunstancia" es un concepto mucho más amplio (comprehensivo o exhaustivo) que el de “biosfera” o el de “medio ambiente” utilizados por las ciencias biológicas, o que el término Umwelt (entorno) usado por el pensamiento alemán. No es que yo viva en medio de una circunstancia que es independiente y separada de mí, ni tampoco que yo sea un mero “estar en el mundo” como Heidegger enseñaba, sino que yo vivo con el mundo».
«El año 1951, Heidegger y Ortega dieron unas conferencias en Alemania: según Heidegger, el habitar precede en el hombre al construir, mientras que para Ortega el construir precede al habitar porque cada persona necesita de la cultura, y así humaniza o salva su circunstancia para poder habitarla. Con su conferencia, comprendemos mejor la primera tesis orteguiana: Yo soy yo y mi circunstancia, y si no la salvo a ella no me salvo yo. Sobre la segunda (el hombre no tiene naturaleza, sino que tiene historia): un animal está determinado por la naturaleza invariable de su especie; le basta el instinto; en cambio, el hombre vive no en la naturaleza, sino más allá de ella, haciéndola habitable con su historia técnica y cultural. El animal, cuando no puede ejercer la actividad de su repertorio elemental y natural, no hace nada más y se deja morir. La persona construye para vivir; hace una historia preternatural. Y esto nos da la clave para la tercera tesis orteguiana: la cultura es lo que el hombre añade a su natura».
A partir de El tema de nuestro tiempo desarrolla el «raciovitalismo», teoría que funda el conocimiento en la vida humana como la realidad radical, uno de cuyos componentes esenciales es la propia razón.
Para Ortega, la vida humana es la realidad radical, es decir, aquella en la que aparece y surge toda otra realidad, incluyendo cualquier sistema filosófico, real o posible. Para cada ser humano la vida toma una forma concreta.
Denomina «razón vital» a un nuevo tipo de razón —en rigor, el más antiguo y primario—, y «raciovitalismo» al modo de pensar que se apoya en su nuevo concepto de razón. La razón vital es una razón que se va realizando constantemente en la vida a la cual es inherente.

### Etapas del pensamiento de Ortega

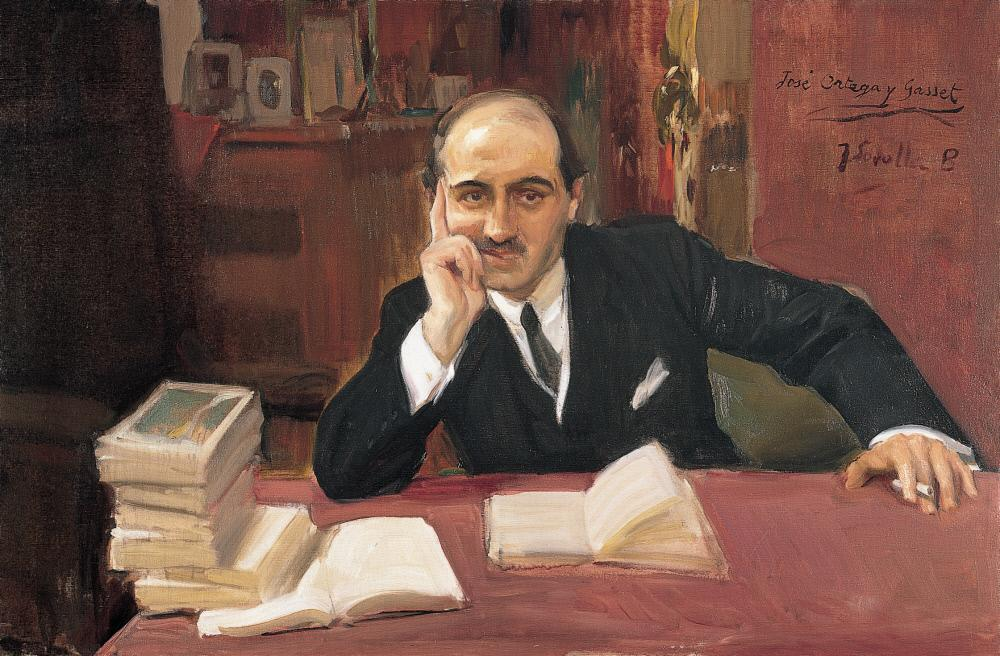
Retratado por Joaquín Sorolla en 1918

El pensamiento de Ortega se suele dividir en tres etapas:
- Etapa objetivista (1902-1914): influido por el neokantismo alemán y por la fenomenología de Husserl, llega a afirmar la primacía de las cosas (y de las ideas) sobre las personas.
- Etapa perspectivista (1914-1923): se inicia con Meditaciones del Quijote. En esta época, Ortega describe la situación española en España invertebrada (1921).
- Etapa raciovitalista (1923-1955): se considera que Ortega entra en su etapa de madurez, con obras como El tema de nuestro tiempo, Historia como sistema, Ideas y creencias o La rebelión de las masas.

### El perspectivismo
El perspectivismo o «doctrina del punto de vista» es una doctrina filosófica que sostiene que toda percepción e ideación es subjetiva. El individuo mira desde un punto de vista concreto, en una dirección propia.
Para Ortega, la perspectiva es la forma que adopta la realidad para el individuo. Esto no le hace caer en el subjetivismo, pues para él cada sujeto tiene su propia forma de acceder a la realidad, su propia parte de verdad, que puede ser incluso contradictoria con la de los demás.
La verdad absoluta, omnímoda, puede ser la suma de las perspectivas individuales o de éstas más una parte fuera de la perspectiva (no vista), que, por eso mismo, son verdaderas parcialmente.
«Según Julián Marías, fue Ortega, en 1914, quien hizo el primer uso filosófico de la palabra griega alétheia con el significado de descubrimiento o iluminación: se trata de una innovación significativa porque Ortega introdujo una acepción nueva, sirviéndose de esa palabra, para superar la idea, que le parecía inaceptable, de que la verdad tenga que ser adecuación. Después de Ortega, los demás filósofos, a partir de 1927 con Heidegger, no saben de dónde procede la interpretación etimológica que ellos dan como obvia para sus reflexiones filosóficas sobre la verdad. En realidad no hay textos griegos claros que interpreten el concepto de alétheia ni etimológica ni filosóficamente. Julián Marías descubrió la más antigua discusión etimológica en el lingüista y filósofo Teichmüller (1879), de la cual se sirvió Ortega en fecha tan temprana como 1914 para hacer la primera interpretación filosófica de esa palabra. A pesar de ello, se ha hecho general la creencia de que fue Heidegger el primero que trató sobre la verdad como alétheia en contraposición a lo que denomina concepto tradicional de la verdad».

### Razón vital
La razón vital es la razón que plantea Ortega, en sustitución de la razón pura cartesiana de la tradición filosófica. Esta razón integra todas las exigencias de la vida, nos enseña la primacía de ésta y sus categorías fundamentales. No prescinde de las peculiaridades de cada cultura o sujeto, sino que hace compatible la racionalidad con la vida.
La razón vital es el principio clave del raciovitalismo.

### Yo soy yo y mi circunstancia

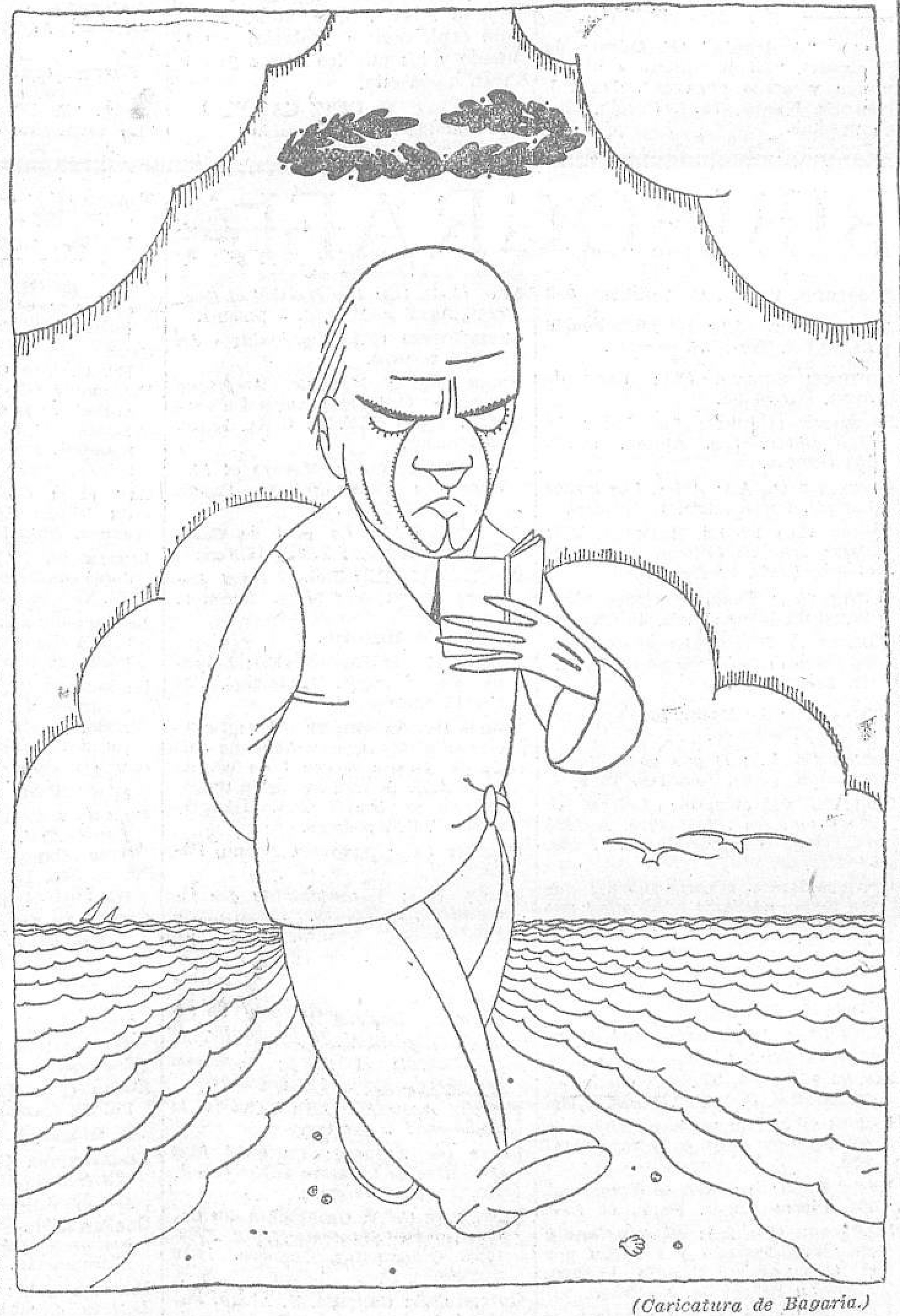
Caricaturizado por Bagaría en El Sol (1928)

Con la frase «Yo soy yo y mi circunstancia, y si no la salvo a ella no me salvo yo», aparecida en Meditaciones del Quijote, Ortega insiste en lo que está en torno al hombre, todo lo que lo rodea, no solo lo inmediato, sino también lo remoto; no solo lo físico, sino también lo histórico, lo espiritual. El hombre, según Ortega, es el problema de la vida, y entiende por vida algo concreto, incomparable, único: «la vida es lo individual»; es decir, yo en el mundo; y ese mundo no es propiamente una cosa o una suma de ellas, sino un escenario, porque la vida es tragedia o drama, algo que el hombre hace y le pasa con las cosas. Vivir es tratar con el mundo, dirigirse a él, actuar en él, ocuparse de él. En otros términos, la realidad circundante «forma la otra mitad de mi persona». Y la reimpresión de lo circundante es el destino radical y concreto de la persona humana.
El hombre es un ser que se encuentra inmerso, sumergido en una circunstancia (o naturaleza), la cual le presenta distintas concepciones de su estado físico y mental. Por tanto, deja al hombre la misión de satisfacerlas. En el cumplimiento de tal tarea, agrega Ortega, es que el hombre crea la técnica, que, según este autor, podemos definir como «la reforma que el hombre impone a la naturaleza en vista de la satisfacción de sus necesidades». Ortega y Gasset definía al hombre como un «ser compuesto de realidades circunstanciales creadas por la opacidad en la forma de pensar y en el sedentarismo como fuente inspiradora de las culturas neopensantes incapaces de olvidar la tirantez que usurpa el conjunto de la sabiduría».

## Pensamiento político
En la década de los años 20, España se encuentra bajo la dictadura de Miguel Primo de Rivera. Ortega, en este período de falta de democracia, escribe en La rebelión de las masas  que la historia, el progreso, se llevan a cabo por el trabajo de las minorías. Si va a haber una renovación, entonces, esto debe ser hecho por los mejores, que van a ser, sin embargo, reclutados de una manera liberal-democrática. Ortega teme que las masas van a pedirle todo al estado y que este les conceda todo a cambio de obediencia ciega: esto causaría un fracaso para emancipar a las masas. Su visión de la vida es básicamente libertaria con referencias principalmente anarquistas presentes en todos sus escritos. Trae consigo el liberalismo y el socialismo: el liberalismo debe perseguir una emancipación total del individuo (cualquiera que sea la clase a la que pertenezca), el socialismo debe abandonar el estado de estadolatría y terminar persiguiendo un igualitarismo excesivamente extremo.
El advenimiento de las masas al pleno poder social es un hecho que debemos reconocer: provoca una crisis en la Sociedad Europea porque las masas no pueden liderar la sociedad. Esto no significa que no puedan elegir a sus propios representantes. El problema es la hiperdemocracia: eso es la emancipación sin asumir la responsabilidad. El fenómeno de la aglomeración se produce durante este período: ciudades llenas, trenes completos, hoteles completos, las masas están en los lugares públicos. Esto no es malo, es una indicación de la civilización, «aunque el fenómeno es lógico, natural, no se puede negar que no ocurrió antes». Esto no se debe a un auge demográfico sino a la masificación de la sociedad (estos individuos preexistían, pero aún no formaban una masa). En todo esto hay un elemento negativo: los mejores (según sus cualidades) son absorbidos por la masa, «los actores son absorbidos por el coro». Cuando Ortega habla de masa no se refiere a la clase obrera, porque «la masa es el hombre promedio». La Masa no es solo un hecho cuantitativo, sino también cualitativo que define una media que tiende hacia abajo. El componente de la masa no se siente como tal y, por lo tanto, se siente con todo a gusto: no se da cuenta de la condición del conformismo en el que se derrumbó.
En este escenario, sin embargo, una minoría elegida debe salir: es parte del hombre que continuamente se esfuerza por abandonar el coro y convertirse en el protagonista, cualquiera que sea su clase y su censo. Ortega no rechaza la visión liberal democrática, teme la hiperdemocracia que se manifiesta en la masa que quiere gobernar con clisés. La vida del hombre-masa se ve privada de la voluntad de progresar y de participar en un proceso de evolución de la sociedad. La Masa no entiende que si ahora se puede disfrutar de ciertas ventajas esto se debe al progreso: pero para progresar se necesita esfuerzo. Las masas, por otro lado, consideran el progreso como algo natural, que no ha costado ningún esfuerzo. No «agradecen» a los que hicieron posible este esfuerzo, es decir, el liberalismo (entendido como individualismo, esfuerzo individual de los mejores elementos). La Masa cree que el progreso es algo irreversible.
Pero la política requiere mediación y razonamiento, mientras que el hombre-masa concibe la política solo como una acción directa. No respeta a los que sostienen, no está dispuesta a poner en juego sus ideas. La novedad política en Europa consiste en la desaparición de los debates: este es el régimen que agrada al hombre-masa. El liberalismo se opone a todo esto: el propósito de la política debe ser hacer posible la coexistencia a través del debate. Tiene que haber derecho a discrepar. Primero vienen los individuos, luego la colectividad. El liberalismo es «el llamamiento más noble que resonó en el mundo» a coexistir con el adversario, acepta al adversario y le da la ciudadanía política. Es bueno, de hecho, que exista una oposición. La Masa, sin embargo, odia a muerte lo que es ajeno a ella: no da la ciudadanía política a quienes tienen opiniones discrepantes.
Vivimos en la era del «señor satisfecho»: piensa en todo el estado, uno no debe cuidar nada, debe limitarse a ser conformista. Tal individuo es un «niño mimado»: da el bienestar y el progreso por sentado, cree que la vida no requiere competencia y que no es necesario que surjan los mejores. El progreso no es una cosa fácil, pero la masificación, en cambio, induce a sentirlo. El estado es el mayor peligro para los que quieren salir del coro: ya no es un medio (como en la concepción liberal), sino que se ha convertido en un fin.
El hombre-masa recibe del estado todo y esto lo induce a la aprobación y la falta de activismo. Amenaza con olvidar que el estado no puede resolver todos los problemas. El estado también absorbe la sociedad civil y el individuo ya no tiene un espacio para crecer y demostrar sus capacidades. La masa y el estado se identifican entre sí: un ejemplo práctico es la Italia de Mussolini. Ortega no es un enemigo del estado (especialmente desde que fue construido por los liberales), pero cree que debe ser articulado con continencia. «A través del estado, una máquina anónima, las masas gobiernan autónomamente»: nadie es responsable y uno pierde la individualidad y la singularidad.

## Influencia en la generación del 27
Ortega ejerció una notable influencia en los autores de la generación del 27. Entre las obras que más influyeron en estos escritores destacan España invertebrada (1921) y La deshumanización del arte (1925) cuyas ideas y postulados serán asumidos por dicha generación. Su estilo elegante y pulcro al escribir será una de las características que usarán estos escritores al crear sus obras. La Revista de Occidente (fundada por Ortega en 1923, y de la que fue en parte redactor) será leída por los escritores de la generación del 27 por contener artículos actuales de gran interés cultural, así como por su original presentación estética.

## Obras principales
- Meditaciones del Quijote (1914)
- Vieja y nueva política (1914)

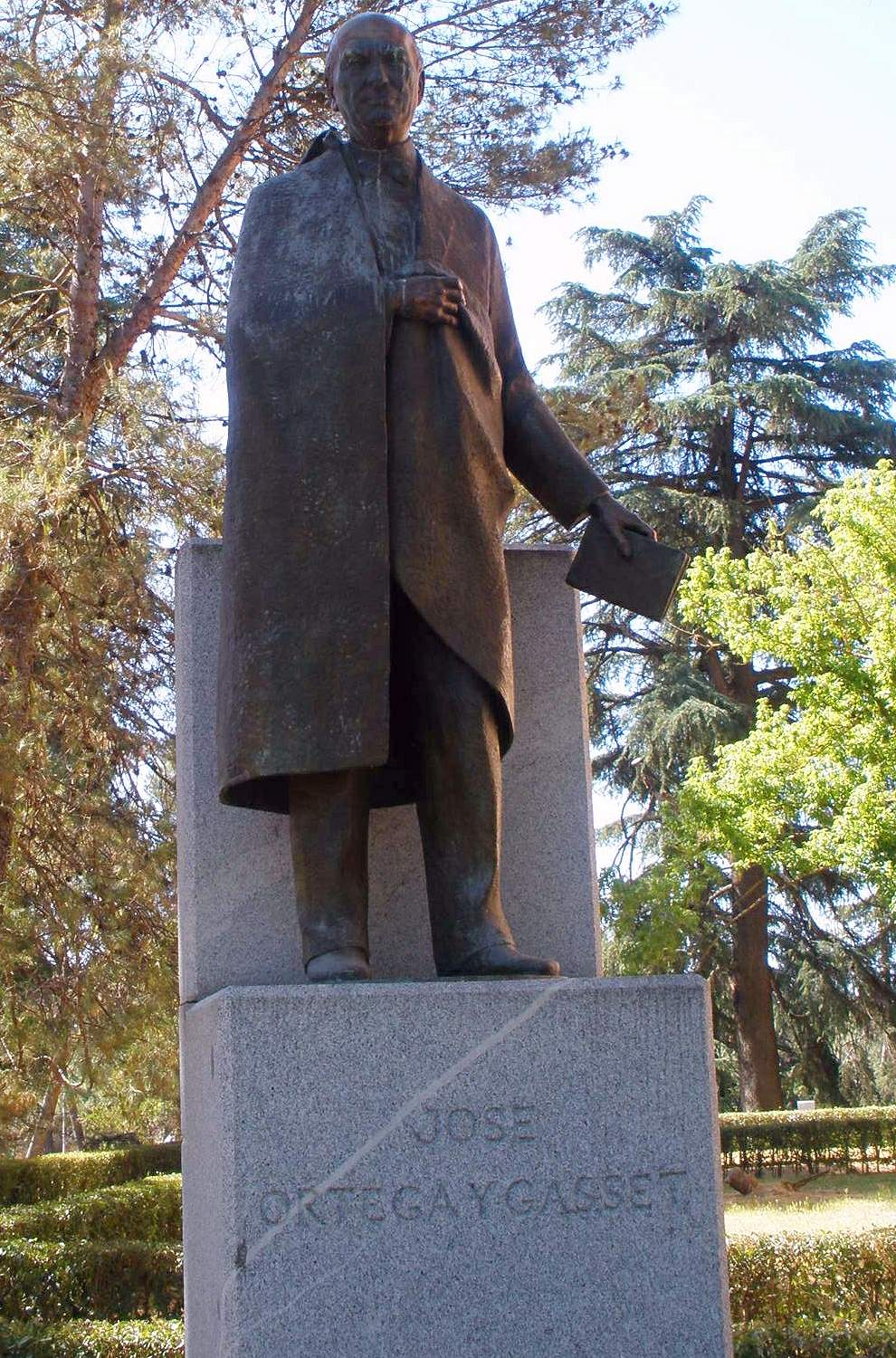
Monumento al filósofo en la Ciudad Universitaria de Madrid

- Investigaciones psicológicas (curso explicado entre 1915-1916 y publicado en 1982)
- Personas, obras, cosas (artículos y ensayos escritos entre 1904 y 1912: «Renan», «Adán en el Paraíso», «La pedagogía social como programa político», «Problemas culturales», etc.) (1916)
- El Espectador (8 tomos publicados entre 1916 y 1934)
- España invertebrada (1921)
- El tema de nuestro tiempo (1923)
- Las Atlántidas (1924)
- La deshumanización del arte e ideas sobre la novela (1925)
- Espíritu de la letra • Mirabeau o el político (1927, 1928-1929)
- ¿Qué es filosofía? (1928–1929, curso publicado póstumamente en 1957)
- Kant (1929–1931)
- ¿Qué es conocimiento? (publicado en 1984, recoge tres cursos explicados en 1929, 1930 y 1931, titulados, respectivamente: «Vida como ejecución (el ser ejecutivo)», «Sobre la realidad radical» y «¿Qué es la vida?»)
- La rebelión de las masas (1929)
- Misión de la Universidad (1930)
- Rectificación de la República. La redención de las provincias y la decencia nacional (1931)
- Pidiendo un Goethe desde dentro (1932)
- Viva la República (1933)
- Unas lecciones de metafísica (curso dado entre 1932 y 1933 y publicado en 1966)
- En torno a Galileo (curso explicado en 1933 del que se publicaron algunas lecciones en 1942 bajo el título Esquema de las crisis) (1933–1934)
- «Prólogo para alemanes» (prólogo a la tercera edición alemana de El tema de nuestro tiempo. El propio Ortega prohibió su publicación «por los sucesos de Múnich de 1934». Finalmente se publicó en español en 1958)
- Historia como sistema (1.ª edición en inglés: 1935. La versión española es de 1941 e incluye su ensayo Del Imperio romano)
- Ensimismamiento y alteración. Meditación de la técnica (1939) — en Obras completas, tomo V (1933-1941)
- Ideas y creencias • Sobre la razón histórica (curso dado en Buenos Aires y publicado en 1979 junto a otro dado en Lisboa sobre el mismo asunto) (1940)
- Teoría de Andalucía y otros ensayos • Guillermo Dilthey y la idea de vida (1942)
- Sobre la razón histórica (curso dado en Lisboa, vid. supra) (1944)
- Idea del teatro. Una abreviatura (conferencia dada en Lisboa, abril, y en Madrid, mayo de 1946; publicada en 1958, aunque en el número 62 de la Revista Nacional de educación ofreció una versión de la pronunciada en Madrid)
- La idea de principio en Leibniz y la evolución de la teoría deductiva (1947, pero publicado en 1958)
- Una interpretación de la historia universal. En torno a Toynbee (1948, pero publicado en 1960)
- Meditación de Europa (conferencia pronunciada en Berlín en 1949 con el título: «De Europa meditatio quaedam». Se publica en 1960 junto a otros textos inéditos afines)
- El hombre y la gente (curso explicado en 1949-1950 en el Instituto de Humanidades; se publica en 1957)
- Papeles sobre Velázquez y Goya (1950)
- Pasado y porvenir para el hombre actual (título publicado en 1962 que reúne una serie de conferencias que Ortega pronunció en Alemania, Suiza e Inglaterra en 1951–1954 y se publicaron junto a un «Comentario al Banquete» de Platón)
- Goya (1958)
- Velázquez (1959)
- Origen y epílogo de la filosofía (1960)
- La caza y los toros (1960)
- El origen deportivo del estado (1966)

Además de estas obras sugirió la idea de crear una enciclopedia taurina a la editorial Espasa-Calpe y propuso encargárselo a Cossío, de la que apareció el primer volumen en 1943.

## Obras completas
- Obras completas, Editorial Alianza/ Revista de Occidente, Madrid. 12 volúmenes, 1946-1983. Edición de Paulino Garagorri.
- Obras completas, Editorial Taurus/ Santillana Ediciones Generales & Fundación José Ortega y Gasset (en coedición), Madrid. 10 volúmenes, 2004-2010, reedición corregida 2017.[29]

1. Tomo I (1902-1915). 2004. ISBN 978-84-306-0568-2.
2. Tomo II (1916). 2004. ISBN 978-84-306-0564-4.
3. Tomo III (1917-1925). 2005. ISBN 978-84-306-0580-4.
4. Tomo IV (1926-1931). 2005. ISBN 978-84-306-0592-7.
5. Tomo V (1932-1940). 2006. ISBN 978-84-306-0605-4.
6. Tomo VI (1941-1955). 2006. ISBN 978-84-306-0616-0.
7. Tomo VII (1902-1925). Obra póstuma. 2007. ISBN 978-84-306-0624-5.
8. Tomo VIII (1926-1932). Obra póstuma. 2008. ISBN 978-84-306-0666-5.
9. Tomo IX (1933-1948). Obra póstuma. 2009. ISBN 978-84-306-0667-2.
10. Tomo X (1949-1955). Obra póstuma. 2010. ISBN 978-84-306-0776-1.

- Obra selecta: Meditaciones del Quijote; ¿Qué es la filosofía?; La rebelión de las masas; Carta a un alemán; En torno a Galileo; Historia como sistema; Ideas y creencias; Prólogo a la historia de la filosofía de Émile Bréhier; La idea de principio en Leibniz (selección). José Lasaga y Javier Gomá (presentación). Cartoné. Biblioteca de Grandes Pensadores. Madrid: Editorial Gredos. 2012. ISBN 978-84-249-2332-7.